# Julian Fowles
Julian Fowles (* 1946 in Jamaika; † 5. Februar 2022 in Miami) war ein in Los Angeles tätiger Anwalt für Filmstudios und Filmproduzent für Fernsehfilme.

## Leben und Karriere
Der in Jamaika geborene Fowles erlangte einen Abschluss an der Harvard Law School und arbeitete zunächst für den Legal Defense Fund der National Association for the Advancement of Colored People. Später kam er nach Kalifornien als vertraglicher Anwalt für die Filmstudios Universal, Columbia und 20th Century Studios für acht Jahre. Um selbst im Filmbereich tätig zu werden, trat er Anfang der 1980er dem öffentlichen Lokalsender KCET in Los Angeles als Executive Producer für das Lokalprogramm bei.
Er widmete sich dabei hauptsächlich dem Bemühen, im Theater lokale Talente und Produktionen zu finden und ins Fernsehen zu bringen und dabei entsprechend der Diversität in LA die lateinamerikanische, schwarze und asiatische Communities zu repräsentieren. Nachdem er das Stück Eleanor: In Her Own Words im Literaturkabarett des Mark Taper Forum gesehen hatte, realisierte er es zusammen mit Judith Rutherford James von Taper Media Enterprises als Fernsehproduktion, für die Russell Vanderbrooke, Autor des Stücks, es als Drehbuch adaptierte. Es handelt sich dabei um eine One-Woman-Show über First Lady Eleanor Roosevelt, in der Fernsehproduktion verkörpert von Lee Remick. Nach der lokalen Ausstrahlung wurde sie von der Senderkette PBS als erstes Programm eines zugehörigen lokalen Senders erworben und national ausgestrahlt. 1987 erhielt Fowles für Eleanor einen lokalen Los Angeles Emmy wie auch für A Special Class at UCLA With … in der Kategorie Lehrfilme. In der Kategorie Unterhaltungsspecial trat er mit der Eleanor gegen sich selbst an, nominiert war auch das von ihm produzierte Musik-Special Soundies mit Cab Calloway. Seinen ersten lokalen Emmy gewann er zusammen mit Mark Kent zwei Jahre zuvor mit dem Comedy-Special The Light Stuff, das die höchsten Quoten in der Sendergeschichte erzielte.
Anfang der 1990er produzierte Fowles den Disney-Channel-Film Mein Freund Mark Twain, der ihm einen nationalen Primetime Emmy einbrachte. Etwas später wechselte er zu Esparza/Katz Productions als Leiter der Fernsehabteilung. Dort produzierte er den Thriller Im Banne des Entführers mit John Stamos sowie einige auf Themen Schwarzer konzentrierte Filme wie Das schönste Geschenk über eine weiße und eine schwarze Nachbarschaft, mit dem er für einen Daytime Emmy nominiert wurde, und Selma, Lord, Selma mit Jurnee Smollett über Martin Luther King und Ereignisse während der Selma-nach-Montgomery-Märsche.
Fowles verstarb am 5. Februar 2022 in einem Krankenhaus in Miami nach einem Schlaganfall und hinterlässt seine Frau Gallena Fowles.

## Filmografie
- 1981: Leave ’em Laughing (Fernsehfilm, Produzent)
- 1986: Eleanor: In Her Own Words (Fernsehspecial; 1987 veröffentlicht in American Playhouse, Executive Producer)
- 1990: The Quiz Kids Challenge (Fernsehserie, Executive Producer)
- 1991: Im Banne des Entführers (Captive, Fernsehfilm, Produzent)
- 1991: Mein Freund Mark Twain (Mark Twain and Me, Fernsehfilm, Executive Producer)
- 1998: Das schönste Geschenk (The Sweetest Gift, Fernsehfilm, Executive Producer)
- 1998: Tod eines Showgirls (Butter, Fernsehfilm, Produzent)
- 1999: Selma, Lord, Selma (Fernsehspecial veröffentlicht in The Wonderful World of Disney, Executive Producer)

## Auszeichnungen und Nominierungen
- 1987 Los Angeles Emmy: Auszeichnung für Eleanor: In Her Own Words
- 1992 Primetime Emmy: Auszeichnung für Mein Freund Mark Twain als Bestes Kinderprogramm
- 1993 CableACE Award: Auszeichnung für Mein Freund Mark Twain als Special für Kinder ab 7 Jahre
- 1999 Daytime Emmy: Nominierung für Das schönste Geschenk als Bestes Kinderprogramm